# Esenbeckia febrifuga
Esenbeckia febrifuga là một loài thực vật có hoa trong họ Cửu lý hương. Loài này được (A.St.-Hil.) A.Juss. ex Mart. mô tả khoa học đầu tiên năm 1831.